# Notoxus unifasciatus
Notoxus unifasciatus es una especie de coleóptero de la familia Anthicidae.

## Distribución geográfica
Habita en Arabia.